# Kettle River (St. Croix River)
Der Kettle River ist ein rund 130 km langer Nebenfluss des St. Croix River im Osten von Minnesota in den Vereinigten Staaten.
Über den St. Croix River gehört er zum Einzugsgebiet des Mississippi Rivers. Der Name des Flusses ist von der großen Zahl an runden Löchern im Sandstein des Flussbettes und seiner Umgebung abgeleitet, die im Englischen kettle (englisch für „Kessel“) genannt werden und durch Wasserstrudel geformt wurden. Der indianische Name des Flusses lautet Akiko-ziibi und entstammt der Anishinaabe-Sprache.

## Hydrologie
Auf seinem Lauf hat das Wasser des Flusses weitgehend eine bernsteinfarbige Tönung. Der Grund dafür ist das Vorhandensein von Tanninen, deren Ursprung in den Feuchtgebieten seines Einzugsgebietes liegt und nicht durch menschliche Einflüsse verursacht wird.
Die Abflussmenge des Kettle Rivers ändert sich bei Niederschlägen in seinem Einzugsgebiet sehr schnell. Das Einzugsgebiet hat eine Fläche von etwa 2750 km². In trockenen Sommern verkümmert der Fluss zu einem Rinnsal, der nach einigen Tagen Dauerregen leicht zu einem reißenden Wildwasser wird. Normalerweise schwankt die Abflussmenge zwischen 0,09 und 2,8 m³/s.
An manchen Stellen erreicht der Fluss eine erhebliche Tiefe, die bis zu 30 m erreicht. Die Wassertiefe und die allgemein gute Wasserqualität bietet Stören einen Lebensraum. 1994 wurde ein Stör von fast 180 cm Länge und einem Gewicht von etwa 42,8 kg gefangen.
Der United States Geological Survey betreibt seit 1967 südlich von Sandstone einen Pegel. Die höchste Abflussmenge wurde am 23. Juli 1972 mit 490  verzeichnet.

## Lauf
Der Verlauf des Flusses oberhalb des Banning State Parks ist durch einige kleinere Stromschnellen der Wildwasserkategorie I geprägt, das Wasser ist allgemein schnellfließend. Es kann von Kanus befahren werden, wenn die Abflussmenge mehr als 25 m³/min. Im Banning State Park ändert sich der Charakter des Flusses, der in diesem Bereich Stromschnellen bis zur Kategorie IV aufweist. Mit einem offenen Kanu kann der Abschnitt bei normalem Wasserstand leicht befahren werden, wird aber selbst für erfahrene Kajakfahrer gefährlich, wenn der Wasserstand sehr hoch ist. Unter solchen Bedingungen machen steile Abhänge mit überhängenden Ufern Rettungsversuche sehr schwierig.
Unterhalb des Parkes beruhigt sich der Fluss deutlich, bevor er die Big Spring Falls erreicht. Diese entstanden 1995 wieder, nachdem ein 1908 erbauter Staudamm entfernt wurde.
Von den Wasserfällen bis zur Mündung in den St. Croix River hat der Kettle River ein leichtes Gefälle, das gelegentliche leichte Stromschnellen begleitet. Diese werden zur Mündung hin häufiger, aber nicht stärker. In diesem Abschnitt ist der Fluss gut für Kanufahrer geeignet, die Abwesenheit von menschlichen Siedlungen ermöglicht den Fischfang und die Beobachtung von Wild, einschließlich von Bären.
Der Kettle River fließt 16 km ostnordöstlich von Pine City in den St. Croix River.

## Nebenflüsse
In der Nähe seines Quellgebietes mündet in der Nähe von Wright entspringende West Branch Kettle River ein. Weitere Nebenflüsse sind Dead Moose River und Split Rock River im Carlton County sowie Moose Horn River, Willow River, Pine River und Grindstone River im Pine County.